# 13 juin 1914
Le 13 juin 1914 est le 163e jour de l'année 1914 du calendrier grégorien. Il s'agit d'un samedi.

## Événements
- Formation du premier gouvernement René Viviani. Il succède au quatrième gouvernement Ribot, qui avait démissionné la veille. Il dure jusqu'au 26 août 1914. Il est ainsi amené à gérer la crise diplomatique issue de l'Assassinat de Sarajevo et le début de la Première Guerre mondiale[1].
- Fin de l'édition 1914 du Championnat national de tennis des États-Unis, qui avait débuté le 8 juin.
- Ouverture de la station Goldhawk Road du métro de Londres
- Adoption à Paris de la convention du sabre par la commission de Sabre de la Fédération internationale d’escrime sous la présidence du hongrois Bela Nagy.

## Arts et culture
- Sortie du film Charlot et les Saucisses avec Charlie Chaplin
- Sortie du film The Horse Wrangler de John G. Adolfi avec Eugene Pallette et Miriam Cooper
- Fin de la parution en feuilleton dans la revue All-Story Cavalier Weekly du roman d'Edgar Rice Burroughs, Tarzan et ses fauves

## Naissances
- Constant Vanden Stock, personnalité du football belge
- Anna Maria Ortese, écrivain et journaliste italienne
- Marvin Opler, anthropologue américain

## Décès
- Frantz Wittouck, industriel belge